# Tereblja
Tereblja (ukrainisch und russisch Теребля; slowakisch Terebľa, ungarisch Talaborfalu, Talaborfalva) ist ein Dorf im Süden der ukrainischen Oblast Transkarpatien im Tal des gleichnamigen Flusses Tereblja etwa 3600 Einwohnern.

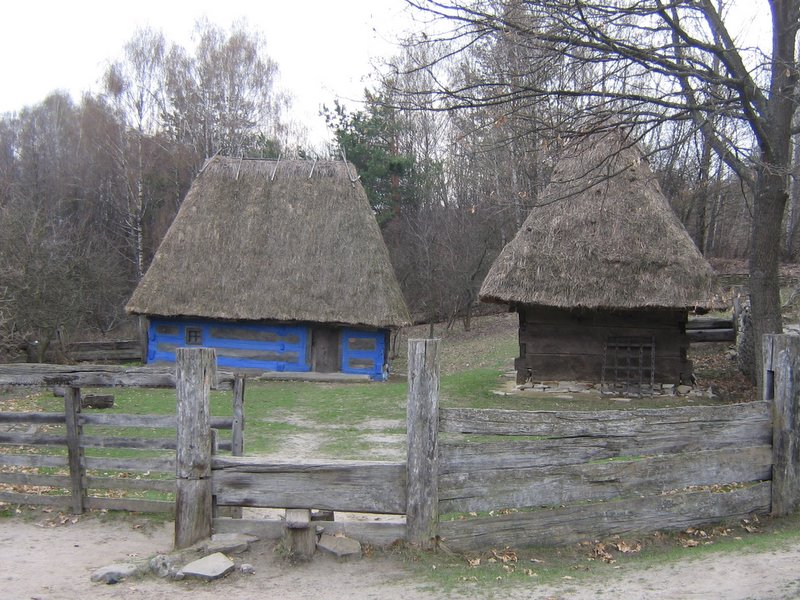
Traditionelle Häuser des Ortes im Freilichtmuseum Pyrohiw in Kiew

Das 1389 erstmals schriftlich erwähnte Dorf liegt in der historischen Region Maramureș, etwa 18 Kilometer nördlich der Rajonshauptstadt Tjatschiw und 108 Kilometer östlich der Oblasthauptstadt Uschhorod.
Am 12. Juni 2020 wurde das Dorf ein Teil neu gegründeten Siedlungsgemeinde Buschtyno im Süden des Rajons Tjatschiw; bis dahin bildete es die Landratsgemeinde Tereblja (Тереблянська сільська рада/Terebljanska silska rada).